# بيدرو مونيوث فونسيكا
بيدرو مونيوث فونسيكا (بالإسبانية: Pedro Muñoz Fonseca)‏ هو شخصية أعمال ومحامي وسياسي كوستاريكي، ولد في 31 يوليو 1968 في كوستاريكا. حزبياً، نشط في Social Christian Unity Party ‏.